# Partnership of a European Group of Aeronautics and Space UniversitieS

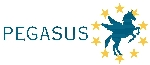
Logotipo de PEGASUS.

Partnership of a European Group of Aeronautics and Space UniversitieS o PEGASUS es una red de universidades aeronáuticas europeas con el objetivo de facilitar el intercambio de estudiantes y la investigación colaborativa entre universidades. Fue creada en 1998 por la agrupación de Grandes écoles aeronáuticas francesas GEA (Groupement des écoles d'aéronautique), la cual estaba formada por ENAC, ENSMA e ISAE. Mantiene una relación cercana con el gran grupo industrial aeronáutico europeo Airbus.

## Miembros
Los miembros de la red PEGASUS son 25 universidades con estudios aeronáuticos repartidas en 10 países europeos:
- Alemania:
  - Universidad de Stuttgart
  - Universidad Técnica de Aquisgrán
  - Universidad Técnica de Berlín
  - Universidad Técnica de Brunswick
  - Universidad Técnica de Dresde

- España: 
  - Universidad de Sevilla
  - Universidad Politécnica de Madrid
  - Universidad Politécnica de Valencia

- Francia: 
  - École de l'air
  - École nationale de l'aviation civile
  - École nationale supérieure de mécanique et d'aérotechnique
  - Institut Supérieur de l'Aéronautique et de l'Espace

- Italia:
  - Politécnico de Milán
  - Politécnico de Turín
  - Universidad de Nápoles Federico II
  - Universidad de Pisa
  - Universidad de Roma La Sapienza

- Países Bajos: 
  - Universidad Técnica de Delft

- Polonia: 
  - Universidad de Tecnología de Varsovia

- Portugal: 
  - Instituto Superior Técnico

- Reino Unido: 
  - Cranfield University
  - University of Bristol
  - University of Glasgow

- República Checa: 
  - Universidad Técnica Checa en Praga

- Suecia: 
  - Real Instituto de Tecnología